# 國際花與綠博覽會

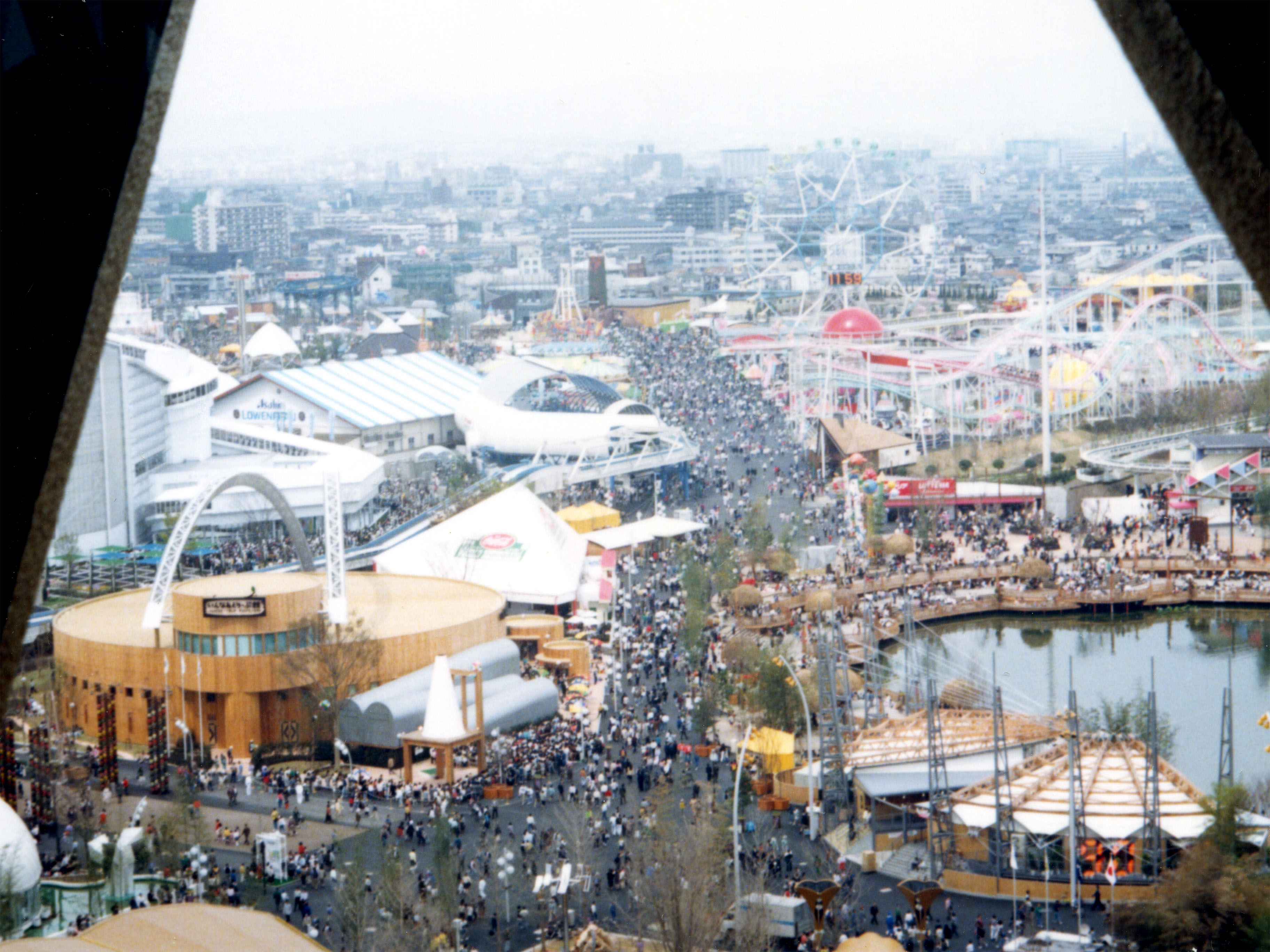
1990年大阪花博会场

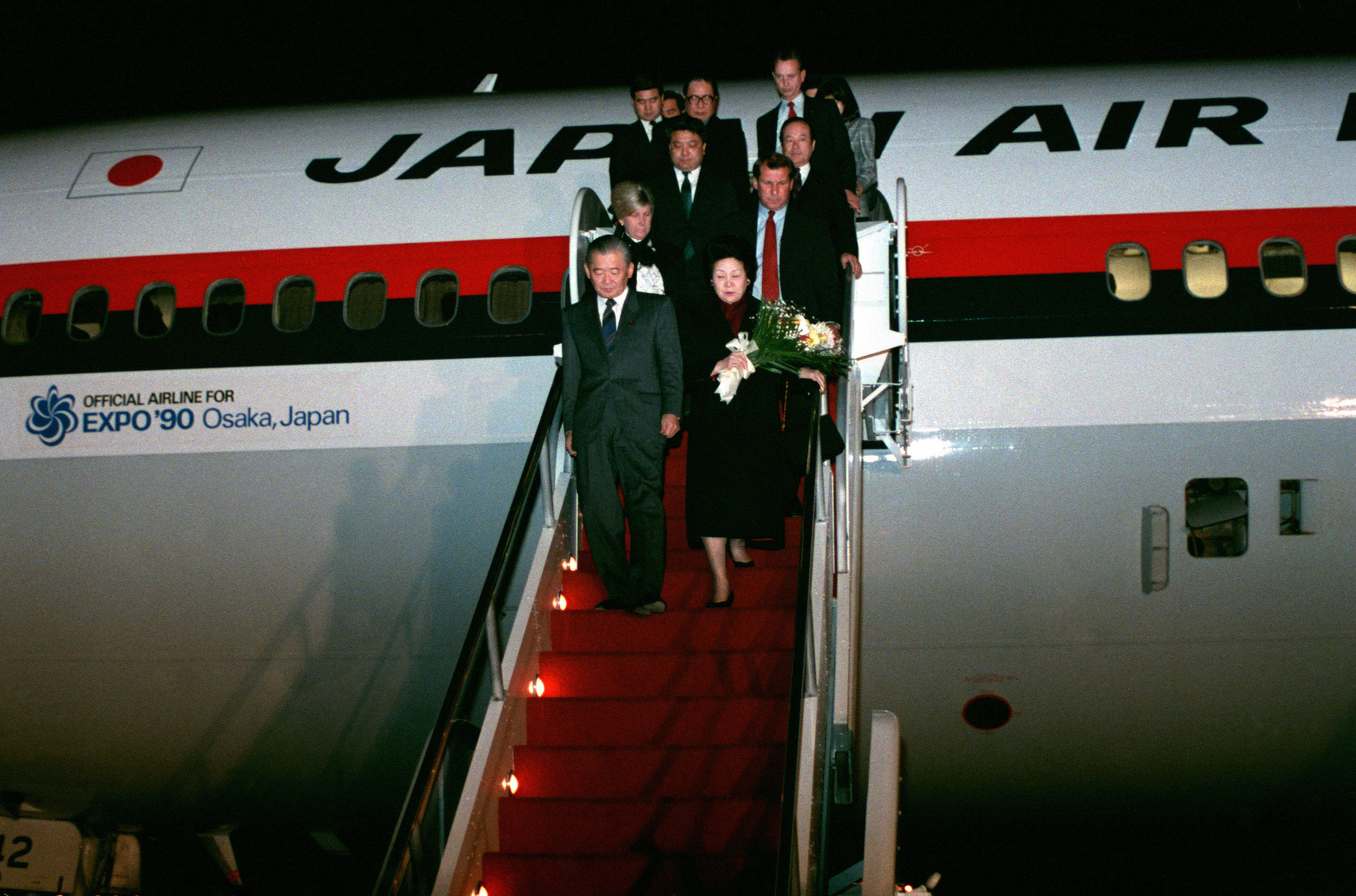
1989年日本航空DC-10机身上贴有大阪花博会贴纸

國際花與綠博覽會（日语：国際花と緑の博覧会、こくさいはなとみどりのはくらんかい），通稱大阪花博、花之萬博、EXPO'90，是1990年4月1日至9月30日在日本大阪府大阪市鶴見區和守口市的鶴見綠地舉行的世界博覽會和國際園藝博覽會，為期183日。主辦單位為財團法人國際花與綠博覽會協會（现国际花与绿博览会记念协会）。

## 外部連結
- 國際花與綠博覽會記念協會
- 財團法人 松下幸之助花之萬博記念財團